# Улахан-Мунгку
Улаха́н-Мунгку́ (якут. Улахан Муҥку) — село в Олёкминском районе Республики Саха (Якутия) России. Административный центр и единственный населённый пункт Улахан-Мунгкунского наслега.

## География
Село находится в юго-западной части Якутии, в пределах левобережной части долины реки Лена, на левом берегу реки Большая Черепаниха, на расстоянии примерно 13 км (по прямой) к северо-западу от Олёкминска, административного центра района.
Климат
Климат характеризуется как резко континентальный. Средняя температура воздуха самого тёплого месяца (июля) составляет 18 °C; самого холодного (января) — −30 − −35 °C. Среднегодовое количество атмосферных осадков составляет 200—300 мм.
Часовой пояс
Село Улахан-Мунгку находится в часовой зоне МСК+6. Смещение применяемого времени относительно UTC составляет +9:00.

## Население
| 2002 | 2010 | 2012 | 2013 | 2014 | 2015 | 2016 |
| ---- | ---- | ---- | ---- | ---- | ---- | ---- |
| 423  | ↘394 | ↘391 | ↘390 | ↘388 | ↗391 | ↗392 |
| 2017 | 2018 | 2019 | 2020 | 2021 |      |      |
| →392 | ↘377 | ↘364 | →364 | ↗370 |      |      |

Половой состав
По данным Всероссийской переписи населения 2010 года в гендерной структуре населения мужчины составляли 53 %, женщины — соответственно 47 %.
Национальный состав
Согласно результатам переписи 2002 года, в национальной структуре населения якуты составляли 94 %.

## Улицы
| - ул. Верхняя, - ул. Набережная, | - ул. Центральная, - ул. Школьная. |